# Consorzio di bonifica Dese-Sile
Il consorzio di Bonifica Dese-Sile era un consorzio di bonifica che operava in un'area del Veneto centrale compresa tra le provincie di Venezia, Treviso e Padova. Dal 1º marzo 2010 è stato unito al consorzio di bonifica Sinistra Medio Brenta per formare il nuovo consorzio di bonifica Acque Risorgive.
Il territorio interessato si estendeva per 43.464 ettari, coinvolgendo venti comuni. A nord era delimitato dalla riva destra del Sile, a sud dalle rive sinistra del Marzenego e del Rio Cimetto, mentre a est si affacciava sulla Laguna Veneta. I principali bacini idrografici della zona sono quello del Sile, dello Zero, del Dese e del Marzenego.
Il consorzio fu istituito nel con la deliberazione della Giunta Regionale n. 258 del 15 gennaio 1980 che univa i preesistenti consorzi Dese Superiore e Destra Sile e Dese Sile Inferiore.